# Phrurolithus leviculus
Phrurolithus leviculus is een spinnensoort uit de familie van de Phrurolithidae.
De wetenschappelijke naam van de soort werd in 1936 gepubliceerd door Willis John Gertsch.